# Charles René Zeiller
Charles René Zeiller (Nancy, 14 gennaio 1847 – Parigi, 27 novembre 1915) è stato un botanico e paleontologo francese.

## Biografia
Studiò presso l'École polytechnique (1865-1867) e al all'Ecole Nationale Supérieure des Mines (1867-70), dove dal 1878 in poi, insegnò lezioni di paleobotanica. Nel 1911 fu nominato vice-presidente del Conseil général des Mines.
Nel 1881 fu membro della Société botanique de France e successivamente servì come suo vice-presidente nel 1898 e presidente nel 1899 e 1904. Nel 1893 fu nominato presidente della Société géologique de France e nel 1901-1915, fu membro dell'Académie des Sciences (sezione botanica).
I generi paleobotanici Zeilleria, Zeillerisporites e Zeilleropteris sono stati chiamati un suo onore.

## Opere principali
- Végétaux fossiles du terrain houiller de la France, 1880.
- Notes sur la flore bouillère des Asturies, 1882.
- Flore fossile (con Bernhard Renault), 1888–89.[3]
- Étude sur la constitution de l'appareil fructificateur des Sphenophyllum, 1893.
- Éléments de paléobotanique, 1900.
- Flore fossile des gîtes de charbon du Tonkin, 1902.[4]